# ティーンエイジ・ラスト
「ティーンエイジ・ラスト」は、1996年9月19日に発売された甲斐バンドの36枚目のシングル。

## 概要
1986年の「メガロポリス・ノクターン」以来、10年ぶりの新曲で、甲斐バンドとしては初の8cmCDとして発売された。
表題曲は、日本テレビ系『ぐるぐるナインティナイン』のエンディングテーマに使用された。
4曲目「ティーンエイジ・ラスト（LIVE ACOUSTIC Version）」は現在まで、このCDシングルでしか聴けない。

## 収録曲
- 全作詞・作曲：甲斐よしひろ

1. ティーンエイジ・ラスト
編曲：鎌田ジョージ
2. 港からやってきた女 （リメイク）
3. 冷たい愛情 （1982武道館LIVE）―未発表テイク
4. ティーンエイジ・ラスト （LIVE ACOUSTIC Version）